# Balboa (ort i Colombia, Risaralda, lat 4,95, long -75,96)
Balboa är en ort i Colombia.   Den ligger i departementet Risaralda, i den centrala delen av landet, 210 km väster om huvudstaden Bogotá. Balboa ligger 1 526 meter över havet och antalet invånare är 2 302.
Terrängen runt Balboa är huvudsakligen lite bergig. Balboa ligger uppe på en höjd. Runt Balboa är det ganska tätbefolkat, med 83 invånare per kvadratkilometer. Närmaste större samhälle är La Virginia, 10,1 km sydost om Balboa. I omgivningarna runt Balboa växer i huvudsak städsegrön lövskog.